# 達什基夫齊 (舊西尼亞瓦區)
49°33′2″N 27°32′5″E / 49.55056°N 27.53472°E
達什基夫齊（烏克蘭語：Дашківці）是位於烏克蘭西部的村莊，由赫梅利尼茨基州裡赫梅利尼茨基區的舊西尼亞瓦市鎮負責管轄。該村始建於1753年，面積2.15平方公里，海拔高度314米，2001年人口225，人口密度每平方公里104.9人。